# Zbigniew Błoński
Zbigniew Andrzej Błoński (ur. 30 listopada 1909 w Tarnobrzegu, zm. w kwietniu 1940 w Charkowie) – porucznik pilot Wojska Polskiego, ofiara zbrodni katyńskiej.

## Życiorys
Był synem Władysława, dziennikarza (ur. 1882 w Krakowie, zm. 1934 w Toruniu), i Marii z domu Stormke (ur. 1887 w majątku Zaczernie, zm. 1976 w Warszawie). Matka była córką leśniczego Tadeusza Feliksa (Farensbach) Stormke (1855 Czyszki – 1932 Tarnobrzeg), absolwenta Krajowej Szkoły Gospodarstwa Lasowego we Lwowie, zarządcy dóbr i lasów w Krasiczynie, Nawojowej i Uściu Gorlickim) i Władysławy Barbary z Kraśniewiczów ur. 1864 Przemyślu, zm. 1948 Tarnów). Miał dwie siostry: Wiesławę (Kraczkiewicz) i Zofię (Krause).
Maturę uzyskał w Gimnazjum im. Mikołaja Kopernika w Toruniu, następnie uczył się w Korpusie Kadetów Nr 3 w Rawiczu (Rocznik 1930). Wstąpił do Szkoły Podchorążych Lotnictwa w Dęblinie. 5 sierpnia 1933 Prezydent RP mianował go podporucznikiem ze starszeństwem z 15 sierpnia 1933 i 36. lokatą w korpusie oficerów aeronautyki. Otrzymał przydział do 4 pułku lotniczego w Toruniu. W 1937 powrócił do Dęblina jako pilot-instruktor w Centrum Wyszkolenia Lotniczego nr 1. Według obsady personalnej centrum na dzień 1 lipca 1939 dowodził plutonem szkolnym. Był również instruktorem szybownictwa w Ustianowej.
W 1939 został ewakuowany wraz z kilkunastoma podchorążymi do Lwowa. Tam radzono, aby przebrali się w cywilne ubrania. Ubrań jednak nie starczyło dla wszystkich, więc por. Błoński pozostał w mundurze i prowadził podchorążych ku rumuńskiej granicy. Ponownie proponowano mu przejście granicy rumuńskiej (komandor Antonowicz), jednak odmówił – nie zgodził się pozostawić swoich żołnierzy. W Zaleszczykach zostali aresztowani przez sowieckie NKWD. Trafił do obozu w Starobielsku. W kwietniu 1940 został zamordowany przez funkcjonariuszy NKWD w Charkowie i pogrzebany potajemnie w bezimiennej mogile zbiorowej w Piatichatkach, gdzie od 17 czerwca 2000 mieści się oficjalnie Cmentarz Ofiar Totalitaryzmu w Charkowie. Figuruje na Liście Starobielskiej NKWD, pod poz. 162(262).
5 października 2007 minister obrony narodowej Aleksander Szczygło mianował go pośmiertnie na stopień kapitana. Awans został ogłoszony 9 listopada 2007 w Warszawie, w trakcie uroczystości „Katyń Pamiętamy – Uczcijmy Pamięć Bohaterów”.

## Kłamstwo katyńskie

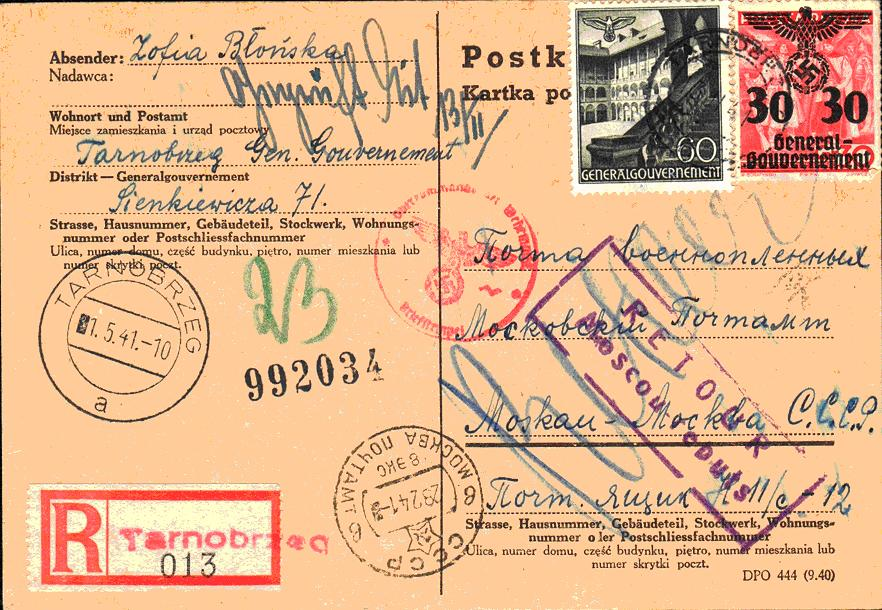

W 1941 siostra Zofia wysłała do Moskwy, napisaną w języku rosyjskim, poleconą kartę pocztową z zapytaniem o los brata. List ostemplowany pieczęciami pocztowymi polskimi, rosyjskimi i niemieckimi został zwrócony bez odpowiedzi. W 1947 (fot. 2). Ministerstwo Spraw Zagranicznych odpisało na list matki, że sprawa powrotu z ZSRR ob. Błońskiego Zbigniewa znajduje się w stadium załatwiania przez Ambasadę RP w Moskwie. Kolejne listy kierowane do Polskiego Czerwonego Krzyża i Wydziału Repatriacyjnego Biura Konsularnego Ministerstwa Spraw Zagranicznych informowały o braku danych na temat Zbigniewa Błońskiego.
Pierwszą informację ze śmierci syna matka otrzymała 26 maja 1948 z Ambasady Rzeczypospolitej Polskiej z Moskwy – podano w niej, że "(...) w wykazie osób zamordowanych przez oprawców hitlerowskich w Katyniu figuruje nazwisko Błońskiego, ale informacja pochodzi ze źródeł nieoficjalnych". Pisma z Polskiego Czerwonego Krzyża z 1957 i 1958 informują o braku danych odnośnie do losu Błońskiego. Pierwszą prawdziwą wiadomością dotyczącą śmierci Zbigniewa Błońskiego jest list z Polskiego Czerwonego Krzyża z informacją, że na liście jeńców wojennych w Starobielsku umieszczony jest po nr 162, str. 8. Został zamordowany w 1940 r. W ewidencji obozu w Starobielsku nazwisko por. pil. Zbigniew Błoński figuruje z adnotacją – wywieziony 17 kwietnia 1940.

## Awanse
- podporucznik – 5 sierpnia 1933, ze starszeństwem z 15 sierpnia 1933 i 36. lokatą
- porucznik – ?
- kapitan – 5 października 2007, pośmiertnie